# Штайнбах-Галленберг
Штайнбах-Галленберг (нім. Steinbach-Hallenberg) — місто в Німеччині, розташоване в землі Тюрингія. Входить до складу району Шмалькальден-Майнінген.
Площа — 22,63 км2. Населення становить 9408 ос. (станом на 31 грудня 2021).